# باول غرانيس
باول غرانيس (بالإنجليزية: Paul Grannis)‏ هو فيزيائي أمريكي، ولد في 26 يونيو 1938.